# Patagorhynchus
Patagorhynchus is een geslacht van uitgestorven vogelbekdieren uit de orde Monotremata. De typesoort is Patagorhynchus pascuali, die tijdens het Laat-Krijt in Zuid-Amerika leefde.

## Fossiele vondst
Van Patagorhynchus is een fossiele kies en gedeeltelijke kaak gevonden in de Chorrillo-formatie in Argentinië, die dateert uit het Maastrichtien. Het dier deelde zijn leefgebied met onder meer dinosauriërs en het zoogdier Patagomaia.
Tot de beschrijving van  Patagorhynchus was Monotrematum uit het Paleoceen het enige bekende niet-Australaziatische cloacadier. Het voorkomen van de vogelbekdieren in Zuid-Amerika vormt een bewijs voor een verbinding tussen Australië, Zuid-Amerika en Antarctica aan het einde van het Krijt en het begin van het Cenozoïcum.

## Kenmerken
Patagorhynchus was een getande vogelbekdier en bewoonde een wetlandgebied. In de Chorillo-formatie zijn ook fossielen gevonden van ongewervelden zoals zoetwaterslakken en veel larven van dansmuggen, die een deel van het dieet van het hedendaagse vogelbekdier vormen en vermoedelijk ook als prooidieren van Patagorhynchus dienden.